# Czesław Sobków
Czesław Sobków (ur. 8 października 1944 w Młyniskach, ZSRR, zm. 1 października 2019 w Starym Toruniu) – polski ekonomista, dr hab. nauk ekonomicznych.

## Życiorys
Syn Jana i Teodory. Obronił pracę doktorską, 29 kwietnia 1996 habilitował się na podstawie oceny dorobku naukowego i pracy zatytułowanej Produkcyjna i ekonomiczna efektywność drenowania i agromelioracji. Pracował w Wyższej Szkole Bankowej w Toruniu na Wydziale Finansów i Zarządzania oraz piastował stanowisko profesora w Katedrze Marketingu i Zarządzania Agrobiznesem na Wydziale Nauk Ekonomicznych i Zarządzania Uniwersytetu Mikołaja Kopernika w Toruniu oraz w Wyższej Szkole Humanistycznej i Ekonomicznej we Włocławku na Wydziale Ekonomii i Informatyki.
Objął funkcję profesora nadzwyczajnego w Kujawskiej Wyższej Szkole we Włocławku na Wydziale Nauk Społecznych i Technicznych, a także był kierownikiem Katedry Marketingu i Zarządzania Agrobiznesem na Wydziale Nauk Ekonomicznych i Zarządzania Uniwersytetu Mikołaja Kopernika w Toruniu.
Został odznaczony Brązowym i Złotym (2000) Krzyżem Zasługi.